# Robert Parker
Robert Allan Ridley Parker (Nova Iorque, 14 de dezembro de 1936) é um ex-físico, astrônomo e astronauta norte-americano.
Formado em Física e Astronomia, ensinava esta matéria na Universidade de Wisconsin-Madison quando foi selecionado como astronauta-cientista pela NASA em 1967.
Durante as missões do Programa Apollo, serviu com as equipes de apoio aos astronautas das Apollo 15 e Apollo 17 e como cientista durante as três missões Skylab nos anos 1970. 
Em 28 de novembro de 1983 ele foi ao espaço como especialista de missão da STS-9 a bordo do Columbia, primeira missão do ônibus espacial com o Spacelab, que também levou ao espaço pela primeira vez um astronauta não-americano, o alemão Ulf Merbold. Em dezembro de 1990, voou em sua segunda missão espacial, a bordo da STS-35 com o Columbia, que levou à órbita terrestre o ASTRO-1, um pequeno observatório composto de quatro telescópios.
Depois de passar cerca de quinze anos trabalhando em cargos diversos de diretoria na agência espacial, Parker retirou-se da NASA em 2005.